# Bedeno Woreda
Bedeno Woreda är ett distrikt i Etiopien. Det ligger i den centrala delen av landet, 300 km öster om huvudstaden Addis Abeba.